# James A. Kahle
James A. Kahle, genannt Jim Kahle (* um 1962 in Venezuela), ist ein US-amerikanischer Computer-Architekt bei IBM.
Kahle wurde in Venezuela geboren, wo sein Vater für die Ölindustrie arbeitete, und zog mit seiner Familie später nach Indonesien. Er studierte Elektrotechnik an der Rice University mit dem Bachelor-Abschluss 1983. Danach ging er zu IBM, wo er an frühen RISC-Prozessoren arbeitete. Später war er einer der Haupt-Architekten der Power-Prozessoren, beginnend mit dem Power 1 (Rios) für die RS/6000-Familie von Workstations. Er war Chef-Architekt des Power 4 (der erste Mainstream-Prozessor mit Dual Core, 2001 auf dem Markt) und war Projektmanager für den PowerPC 603 und weitere Prozessoren wie den PowerPC 750.
Später war er im Entwicklungszentrum in Austin Technischer Direktor und einer der Chefarchitekten des Cell Mikroprozessors (Sony, Toshiba, IBM), ein Prozessorchip mit neun Kernen für die Playstation 3. Er ist IBM Fellow.